# Carol Stream
Carol Stream ist eine Gemeinde (mit dem Status „Village“) im DuPage County im Nordosten des Bundesstaates Illinois. Am 5. Januar 1959 wurde Carol Stream offiziell zum Village erhoben. Bei der Volkszählung 2000 hatte der Ort 40.438 Einwohner.

## Motto und Name
Das Motto von Carol Stream ist A great place to live and work (übersetzt: „Ein großartiger Ort zum Leben und Arbeiten“).
Das Dorf wurde nach der Tochter des Gründers benannt.

## Geografie
Carol Stream liegt 41°55′19″N 88°8′27″W. Es ist im Nordosten des Bundesstaates Illinois, nahe dem Lake Michigan.
Die Gemeinde liegt in der Metropolregion Chicago, unweit von Chicago.

## Geschichte
Ein Veteran des Britisch-Amerikanischen Kriegs kam um 1840 in die Gegend, um dort Landwirtschaft zu betreiben. In den 1840er Jahren kamen noch weitere Personen, die Land erwarben oder sich in der Gegend niederließen. Ende der 1880er Jahre wurde die Gegend als Gretna bekannt.
Über 100 Jahre später kam der Veteran Jay W. Stream in die Gegend. Ihm wurde von einem Beamten aus Naperville geraten ein Dorf zu gründen. Daher kaufte er Land in der Nähe von Wheaton und gründete das Dorf. Da seine Tochter 1957 schwer verunglückte und die Chancen auf Heilung nicht sehr hoch waren, benannte er das Dorf nach ihr.
Zwei Jahre später wird Carol Stream eingetragen.
Im Jahr 1962 öffnete die öffentliche Bücherei (Carol Stream Public Library), sechs Jahre später öffnet die Glenbard North High School ihre Tore. 1984 bekommt das Dorf seine eigene Poststelle.
2006 stirbt Jay W. Stream der Gründer von Carol Stream, im Alter von 85 Jahren. Drei Jahre später feiert die Gemeinde ihr 50-jähriges Bestehen.

## Religion
In Carol Stream gibt es sowohl katholische, als auch protestantische Kirchengemeinden.

### Katholiken
Die Katholische Kirchengemeinde Corpus Christi umfasst die katholischen Kirchen St. Luke und Corpus Christi Church in Carol Stream. Die Gemeinde wurde 1989 gegründet und umfasste im Jahre 1990 schon über 500 Familien.

### Protestanten
Es gibt in Carol Stream verschiedene protestantische Kirchengemeinden und Kirchen. Die Community Fellowship Church, die Fellowship Church of Carol Stream, die Heritage Presbyterian Church, die Lutheran Church of the Master, die Our Savior Lutheran Church, die Praise Fellowship Church, die St. Andrew United Methodist Church, die Village Bible Church und die Wheaton Christian Church.

## Bildung
Die meisten Kinder in Carol Stream wohnen im Schulbezirk 93, einem Schulbezirk, der vom Kindergarten bis Klasse 8 reicht. Für weiterführende Schule nach Klasse 8 müssen die Schüler daher auf andere Schulbezirke ausweichen. Die Schulen im Schulbezirk 93 sind:
- Carol Stream School
- Cloverdale School
- Heritage Lakes
- Jay Stream Middle School
- Roy DeShane
- Stratford Middle School
- Western Trails

Eine detaillierte Übersicht über alle Schulen in der Nähe von Carol Stream findet sich bei carolstream.org.

## Infrastruktur
Carol Stream liegt circa 20 Meilen entfernt vom Chicagoer Flughafen, welches der nächste Internationale Flughafen ist.
Die Autobahnen Interstate 88, Interstate 90, Interstate 290 und Interstate 355 liegen nahe Carol Streams. Da es in der Metropolregion von Chicago liegt hat es eine ausgezeichnet gute Verkehrsanbindung.

## Parks und Naherholung
In der Nähe von Carol Stream gibt es einige kleinere und größere Parks und Naherholungsgebiete, welche der Carol Stream Park District, der DuPage Forest Preserve und der Great Western Trail wären. Zudem gibt es zwei Golfplätze: Den Coyote Crossing und den Klein Creek Gold Club.

## Persönlichkeiten
- Leanne Payne (1932–2015), evangelikale Theologin, Seelsorgerin und Autorin (starb in Carol Stream)